# 訃報 1992年5月
訃報 1992年5月（ふほう 1992ねん5がつ）では、1992年（平成4年）5月中に物故した、又は物故が報じられた人物についてまとめる。

## （1日 - 15日）

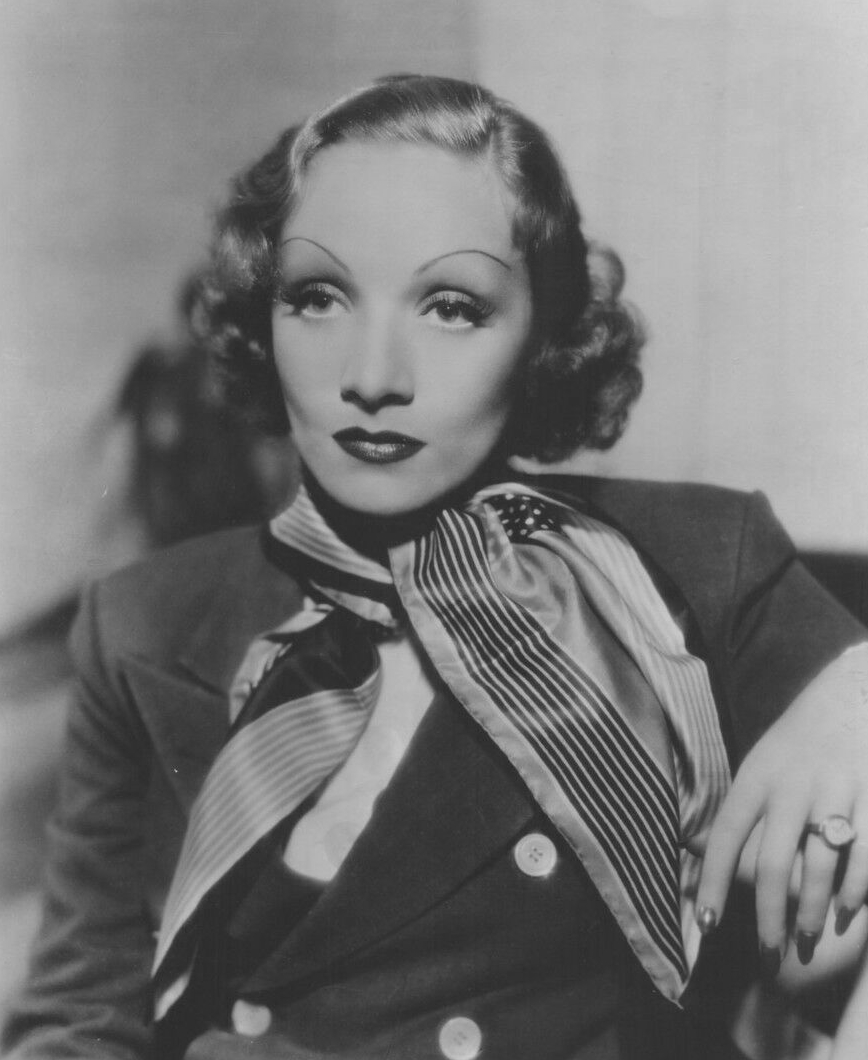
マレーネ・ディートリヒ / 5月6日没

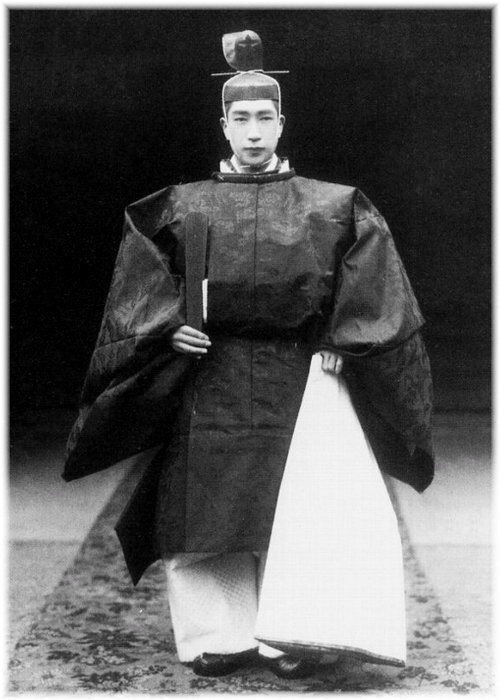
竹田恒徳 / 5月11日没

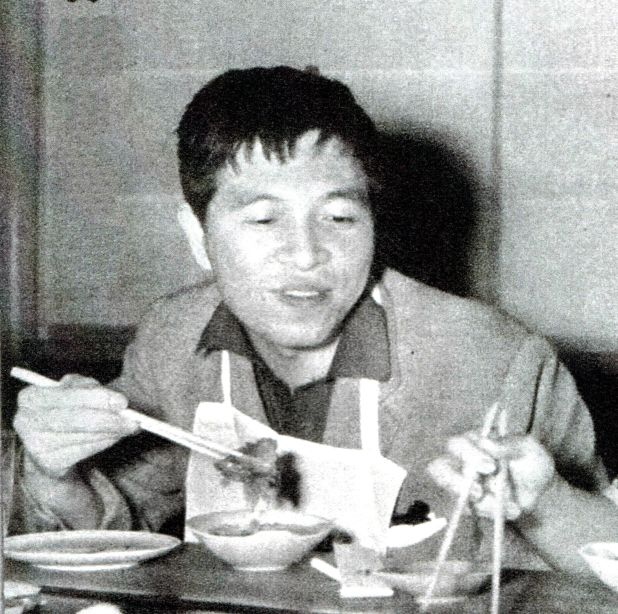
いずみたく / 5月11日没

- 5月6日 - マレーネ・ディートリヒ、女優（* 1901年）
- 5月6日 - 市川男女之助、俳優（* 1912年）
- 5月11日 - 竹田恒徳、日本の旧皇族（* 1909年）
- 5月11日 - 宮本正太郎、天文学者（* 1912年）
- 5月11日 - いずみたく、作曲家（* 1930年）
- 5月14日 - マクラーレン・スチュワート、アニメーター（* 1909年）

## （16日 - 31日）

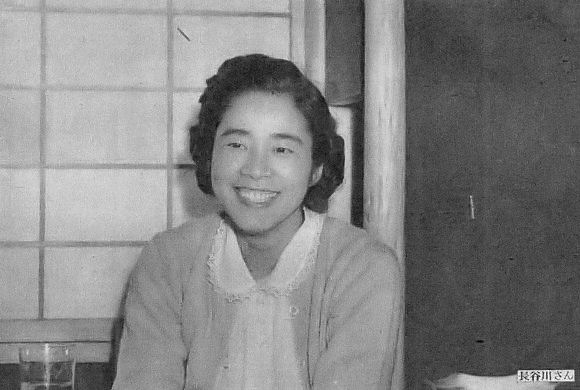
長谷川町子 / 5月27日没

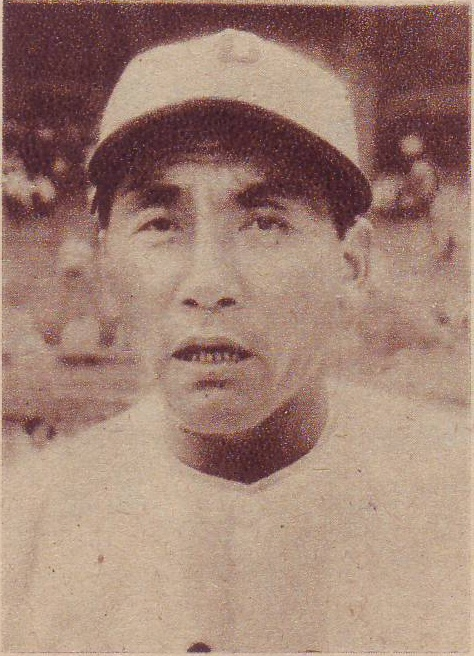
藤村富美男 / 5月28日没

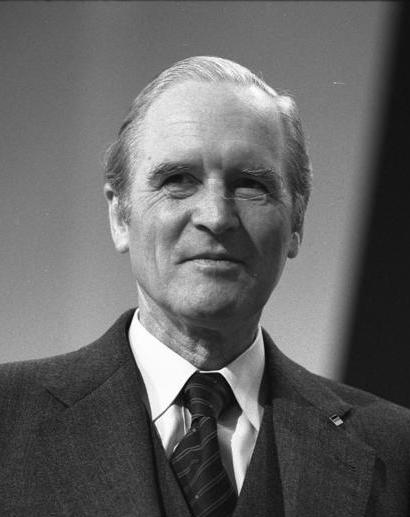
カール・カルステンス / 5月30日没

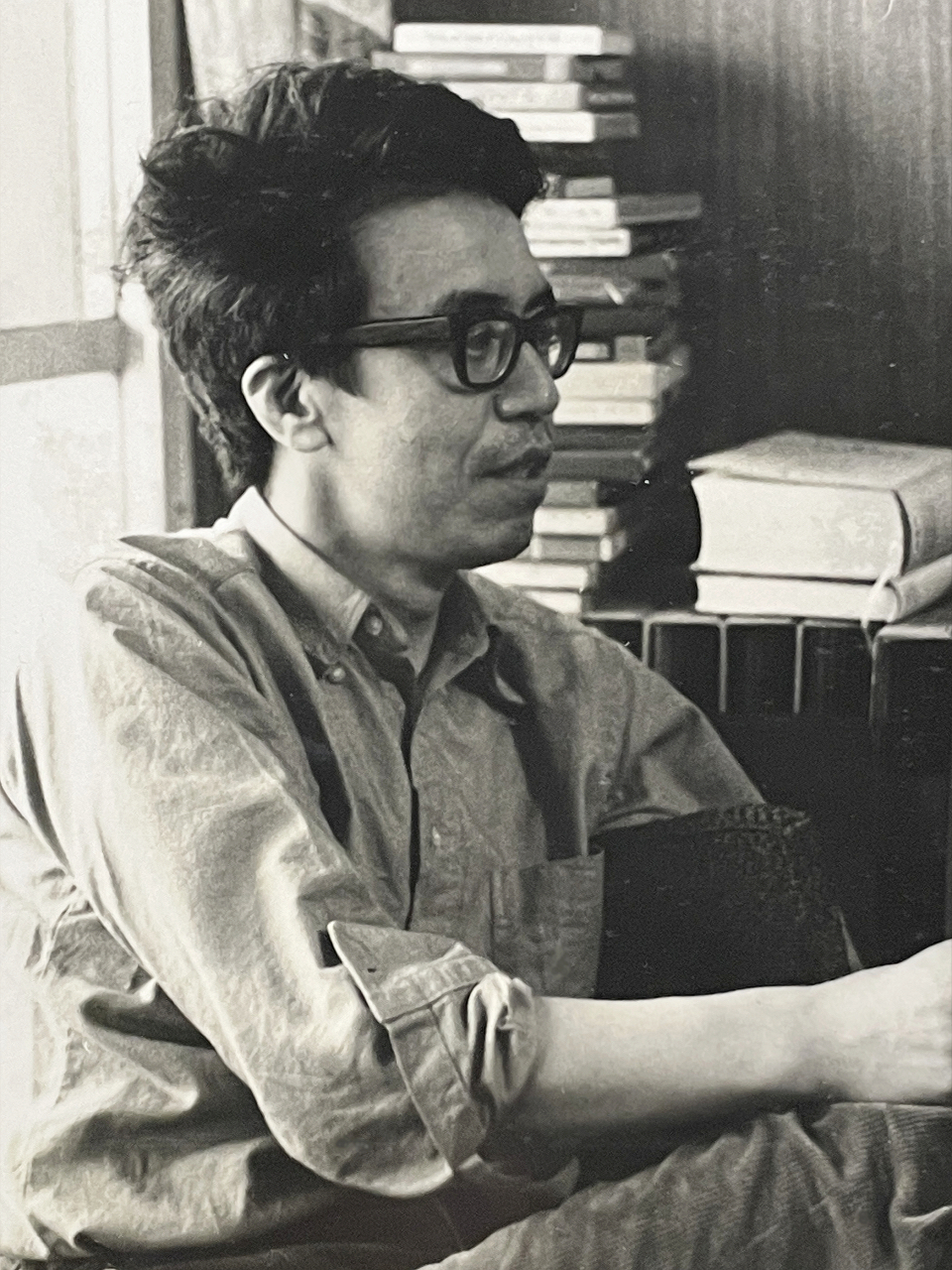
井上光晴 / 5月30日没

- 5月21日 - 川島武宜、法学者* （* 1909年）
- 5月21日 - 中谷信夫、元プロ野球選手（* 1920年）
- 5月22日 - ゼリグ・ハリス、言語学者（* 1909年）
- 5月22日 - 李良枝、小説家（* 1955年）
- 5月24日 - 小河等、レーシングドライバー（* 1956年）
- 5月24日 - 山田花子、漫画家（* 1967年）
- 5月27日 - 長谷川町子、漫画家（* 1920年）
- 5月28日 - 藤村富美男、元プロ野球選手・監督（* 1916年）
- 5月28日 - 船田和英、元プロ野球選手（* 1942年）
- 5月30日 - カール・カルステンス、第5代ドイツ連邦大統領（* 1914年）
- 5月30日 - 井上光晴、小説家（* 1926年）